# Cooperstown, Wisconsin
Cooperstown är en kommun (town) i Manitowoc County i Wisconsin i USA. Vid 2010 års folkräkning hade Cooperstown 1 292 invånare.